# 1227
سنة 1227 كانت سنة بسيطة تبدأ يوم الجمعة (الرابط يظهر نموذج التقويم الكامل للسنة) من التقويم اليولياني.

## أحداث
- موت جنكيز خان قائد إمبراطورية المغول.
- ثورة ابن أبي الطواجين في شمال المغرب.

## مواليد
- أبو العباس الإشبيلي.
- إليزابيث من بافاريا (ملكة ألمانيا).
- بطرس بسكوال.
- نقولا الرابع.

## وفيات
- جوجي خان أحد أبناء جنكيز خان
- المعظم عيسى بن أحمد
- جنكيز خان
- عبد السلام بن مشيش
- عبد الله العادل
- هونريوس الثالث
- أوليفر من بادربورن